# Campagna dei dieci giorni
La campagna dei dieci giorni (olandese: Tiendaagse Veldtocht, francese: Campagne des Dix-Jours) fu un fallito tentativo di sopprimere la rivoluzione belga da parte del re del Regno Unito dei Paesi Bassi, Guglielmo I d'Orange, tra il 2 e il 12 agosto 1831.

## Contesto storico
Quando la rivoluzione belga cominciò nell'agosto 1830, l'esercito olandese fu indebolito dalle molte diserzioni dei fiamminghi del sud (belgi), che erano riluttanti a prestare servizio, tanto più che avrebbero dovuto combattere i loro connazionali. Prima della guerra, le province del Nord (che erano principalmente protestanti) temevano per la maggioranza cattolica che ora era presente nel Regno Unito dei Paesi Bassi.
Il governo olandese aveva fino allora volutamente penalizzato i cattolici belgi. Nell'esercito, la maggior parte dei ufficiali erano olandesi e la maggior parte delle reclute arruolate provenivano dal sud. Circa due terzi delle truppe che erano di stanza nei Paesi Bassi del Sud quindi disertò, e il morale delle truppe rimanenti ne venne compromesso. Questo, insieme con il fatto che la maggior parte (e spesso la parte più addestrata) dei militari olandesi stazionava nelle sue colonie, permise ai rivoluzionari belgi di ottenere rapidamente il controllo su quello che ora è il Belgio. Tuttavia, i capi della rivoluzione belga erano divenuti troppo sicuri di sé a causa del loro successo iniziale e dopo il successo iniziale non si adoperarono per costruire una vera forza militare propria.
Il re Guglielmo I e l'opinione pubblica del nord vide il fallimento del tentativo di sopprimere la rivolta belga come un'umiliazione e cercava l'opportunità di vendicarsi contro i ribelli. Anche se la riunificazione doveva rivelarsi impossibile, avrebbe voluto quantomeno negoziare la pace da una posizione di forza.
Pertanto, quando nel giugno 1831 Guglielmo I d'Orange apprese che i ribelli avevano chiesto al principe anglo-tedesco Leopoldo di Sassonia-Coburgo di essere il loro re (poi proclamato tale a Bruxelles il 21 luglio 1831, come Leopoldo I), decise di invadere il territorio belga.

## La campagna militare

### Invasione olandese
All'alba del 2 agosto 1831, le truppe olandesi attraversarono il confine nei pressi di Poppel. Allertati da vigilanti i belgi bloccarono alcune strade abbattendo alberi. Le prime schermaglie tra le truppe belghe e olandesi ebbero luogo nei pressi di Nieuwkerk, respingendo circa 400 ribelli. Il principe d'Orange Guglielmo in persona, all'epoca erede al trono dei Paesi Bassi, era a testa delle truppe, supportate da ufficiali che hanno avuto esperienza nelle guerre napoleoniche dell'impero francese. Invece, anche se i primi combattimenti e gli attacchi a sorpresa all'inizio della rivoluzione avevano portato al successo i volontari, a questi mancava tuttavia l'addestramento necessario per combattere a ranghi stretti contro truppe regolari supportate da artiglieria pesante, quello che mancava di più al giovane esercito belga.
I belgi, attraversando le foreste per nascondersi, attirarono gli olandesi in una palude, poi si ritirarono a Turnhout, permettendo agli olandesi di accamparsi alle porte della città. Essa era difesa da truppe comandate dal generale d'origine francese Charles Niellon, che poi disse di aver salvato l'onore dell'esercito resistendo 24 ore prima di ritirarsi per sottrarre i suoi uomini al nemico.
Il suono dell'artiglieria olandese allarmò la popolazione di Turnhout, che fuggì in massa verso Anversa.
Il giorno successivo, una forza olandese di circa 11 000 uomini era pronta a prendere Turnhout, mentre un altro corpo olandese simulò una deviazione verso Anversa (in realtà avrebbero attaccato Turnhout da un'altra direzione). Nella battaglia che ne seguì, gli olandesi sbaragliarono le forze belghe, il cui morale si ruppe all'inizio della battaglia, quando la bandiera belga venne lacerata dall'artiglieria olandese e un soldato perse una gamba, colpito per una palla di cannone. I belgi non seppero tenere il campo di battaglia e quindi fuggirono.
Il 4 agosto, in seguito alla presa della città, la bandiera olandese venne issata sul forte di Anversa, deponendo quella del Brabante. Tuttavia il principe d'Orange Guglielmo ordinò di rimuovere questa bandiera perché sentiva che avrebbe simboleggiato l'occupazione del Belgio e non la restaurazione dell'autorità olandese.
Nei giorni seguenti, la divisione guidata dal principe Bernardo si mosse su Geel e Diest, e la terza divisione entrò nel Limburgo. Le forze armate olandesi penetrarono in profondità nel territorio belga, sconfiggendo facilmente molte milizie e due formazioni regolari dell'esercito belga: l’Armée de la Meuse (armata della Mosa) alla Battaglia di Hasselt l'8 agosto e l’Armée de l'Escaut (armata della Schelda) a Boutersem l'11 agosto. Il giorno seguente, gli "olandesi" (nederlandesi) sconfissero i belgi vicino a Lovanio. In meno di dieci giorni, più della metà delle Fiandre erano state occupate dall'esercito invasore, e l'esercito belga era ormai allo sbando. Ai belgi rimanevano soltanto alcune truppe regolari del generale Nicolas Joseph Daine, a Liegi, oltre ai volontari limburghesi comandati da de Brouckère, molti dei quali originari del nord-est del Limburgo, regione che sarebbe stata poi restituita all'Olanda alla fine della guerra. La capitale Bruxelles e tutta la Vallonia a sud erano quindi ancora mantenute dai belgi, ma ormai direttamente minacciate dall'invasione olandese, che sembrava inarrestabile.

### Contrattacco francese e ritiro olandese
Per i belgi però non tutto era ancora perduto; l'8 agosto 1831, il neo re Leopoldo I, vista la situazione disperata, si appellò a Francia e Regno Unito, che avevano appoggiato politicamente la rivoluzione ed avevano garantito l'indipendenza belga. Il governo belga si mobilitò in particolare per affrettare l'intervento francese, senza neanche aspettare l'accordo delle Camere, come invece previsto in linea di principio dalla neonata Costituzione belga per qualsiasi intervento militare nel territorio nazionale. Con una velocità che può sembrare sorprendente per l'epoca, ma dovuta all'uso di telegrafi ottici, la Francia accolse immediatamente l'intervento, senza nemmeno informare della cosa le altre Grandi Potenze, cosicché l'Armée du Nord francese comandata dal maresciallo Gérard passò il confine già il giorno successivo. Il fulmineo intervento francese prese alla sprovvista e preoccupò i britannici, che temevano un allargamento del conflitto che avrebbe potuto minare l'equilibrio tra le Potenze europee, e quindi cominciarono a premere diplomaticamente su re Guglielmo affinché arrestasse l'invasione. Nel frattempo, l'esercito olandese, avventuratosi fino ad est di Bruxelles, si sentiva circondato da un paese ostile e temeva di dover affrontare una guerra di guerriglia, incubo dei generali dell'epoca.
Sull'altro fronte, peraltro, il re dei Paesi Bassi non poté contare sul sostegno diretto né del Regno di Prussia né dell'Impero russo, malgrado queste potenze fossero contrarie alla rivoluzione belga e approvassero l'invasione olandese, perché si sarebbe trattato una violazione di quanto stabilito dal Congresso di Vienna ed anch'esse temevano un allargamento del conflitto. Inoltre, le truppe dello Zar erano già impegnate nella repressione della contemporanea rivolta polacca, e il re di Prussia non avrebbe rischiato l'invio di truppe senza che la Russia potesse garantire le frontiere occidentali del suo territorio, in vista di un possibile confronto diretto contro la Francia.
L'esercito dei Paesi Bassi venne quindi lasciato solo contro i francesi che provenivano da sud, anche se questi ricevettero l'ordine di non provocare i combattimenti, cercando più di prevenire l'avanzata degli olandesi che di riprendere le città conquistate, mentre anche a nord i volontari belgi si riorganizzarono sotto la direzione del capo degli insorti (poi sindaco di Bruxelles), Charles de Brouckère.
Sentendosi preso tra due avversari, col timore di dover combattere contro i belgi nelle retrovie e preoccupato per le intenzioni dei francesi, e sotto forte pressione diplomatica inglese, il comandante olandese decise infine di evacuare rapidamente tutte le sue truppe dal Belgio, ma con la notevole eccezione della cittadella di Anversa, cosa che portò, un anno dopo, ad un nuovo conflitto. Con la mediazione inglese, il cessate il fuoco venne firmato il 12 agosto, sulla base del mantenimento dello status quo ante.

## Conseguenze
Il re Guglielmo accettò il cessate il fuoco ed il ritiro delle sue truppe, ma rifiutò di abbandonare la cittadella di Anversa, con la speranza di riportare perlomeno questa importante città sotto il suo dominio. Ordinò quindi al generale David Hendrik Chassé di tenerla a tutti i costi. Dal forte, il generale Chassé bombardò a più riprese la città vera e propria, che era sotto il controllo belga, dando fuoco a centinaia di case e causando numerose vittime tra la popolazione civile. La cosa irritò le Potenze e specialmente la Francia, che quindi decise di intervenire una seconda volta con l'Armée du Nord, sempre guidata dal maresciallo Gérard, che tornò in Belgio il 15 novembre 1832 per assediare la cittadella di Anversa. L'assedio vide la partecipazione diretta dei volontari belgi, che fino ad allora erano stati tenuti fuori dal combattimento. Il comandante francese infatti voleva condurre l'assedio da solo, temendo che i volontari avrebbero diffuso l'idea della rivoluzione anche tra le sue truppe, ed al di là dei confini del Belgio.
Nel frattempo, anche il giovane esercito belga si era meglio organizzato, addestrato e attrezzato. I combattimenti si svolsero principalmente lungo la Schelda. Impedendo agli olandesi di far saltare gli argini e attaccando la flotta olandese che forniva assistenza alle truppe assediate nella cittadella, i belgi riuscirono a impedire i tentativi di rifornimento e invio dei rinforzi da parte degli olandesi. La cittadella quindi cadde nelle mani dei franco-belgi, dopo 24 giorni di assedio, sotto la direzione del comandante francese del genio, il generale Haxo. Il generale Chassé si arrese il 23 dicembre, affermando che lui e la sua piccola guarnigione esercito non potevano resistere oltre. In seguito al vittorioso assedio, re Leopoldo I donò parecchi cannoni di vario calibro alla Francia, e il maresciallo Gérard ricevette una spada d'onore offerta dal re e dal governo belga in segno di gratitudine. Un monumento venne donato dalla Francia nel 1897, a memoria dei soldati francesi caduti per la presa della cittadella di Anversa nel 1832, ma è posizionato a Tournai, in quanto la stessa città di Anversa si rifiutò di ospitarlo.

La presa di Anversa fu l'ultima vera azione militare dell'intero conflitto. In seguito, per ben 7 anni i due Paesi rimasero formalmente in guerra, principalmente per l'ostinazione di Guglielmo I a non voler riconoscere l'indipendenza belga, ma né da una parte né dall'altra vi furono iniziative militari degne di nota, se non schermaglie (specie nel Limburgo ad est, che risultò diviso a metà tra i contendenti).

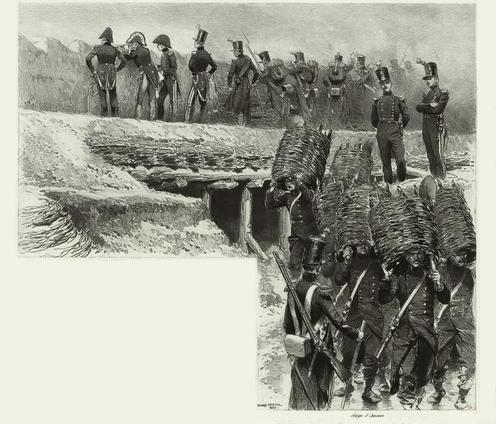
Genio francese durante l'assedio di Anversa

L'invasione quindi fallì da un punto di vista militare, dato che Guglielmo I non era riuscito a riconquistare il Belgio; tuttavia in parte riuscì sul piano politico, poiché il regno belga, che aveva dimostrato tutta la sua fragilità, si vide infine imporre da parte delle Grandi Potenze, alla conferenza di Londra del 1839, il trattato dei XXIV articoli, che era molto meno favorevole ai belgi rispetto alle clausole del primo trattato dei XVIII articoli del 1830: il Belgio perse la metà del Limburgo al di là della Mosa (inclusa la città di Maastricht), che tornò sotto sovranità olandese, e la parte di lingua tedesca del Lussemburgo. Quest'ultimo territorio, che successivamente sarebbe diventato uno Stato indipendente, non venne però direttamente integrato ai Paesi Bassi, ma unito ad essi per via dinastica, sotto l'autorità del re Guglielmo, che portava così anche il titolo di Granduca di Lussemburgo.

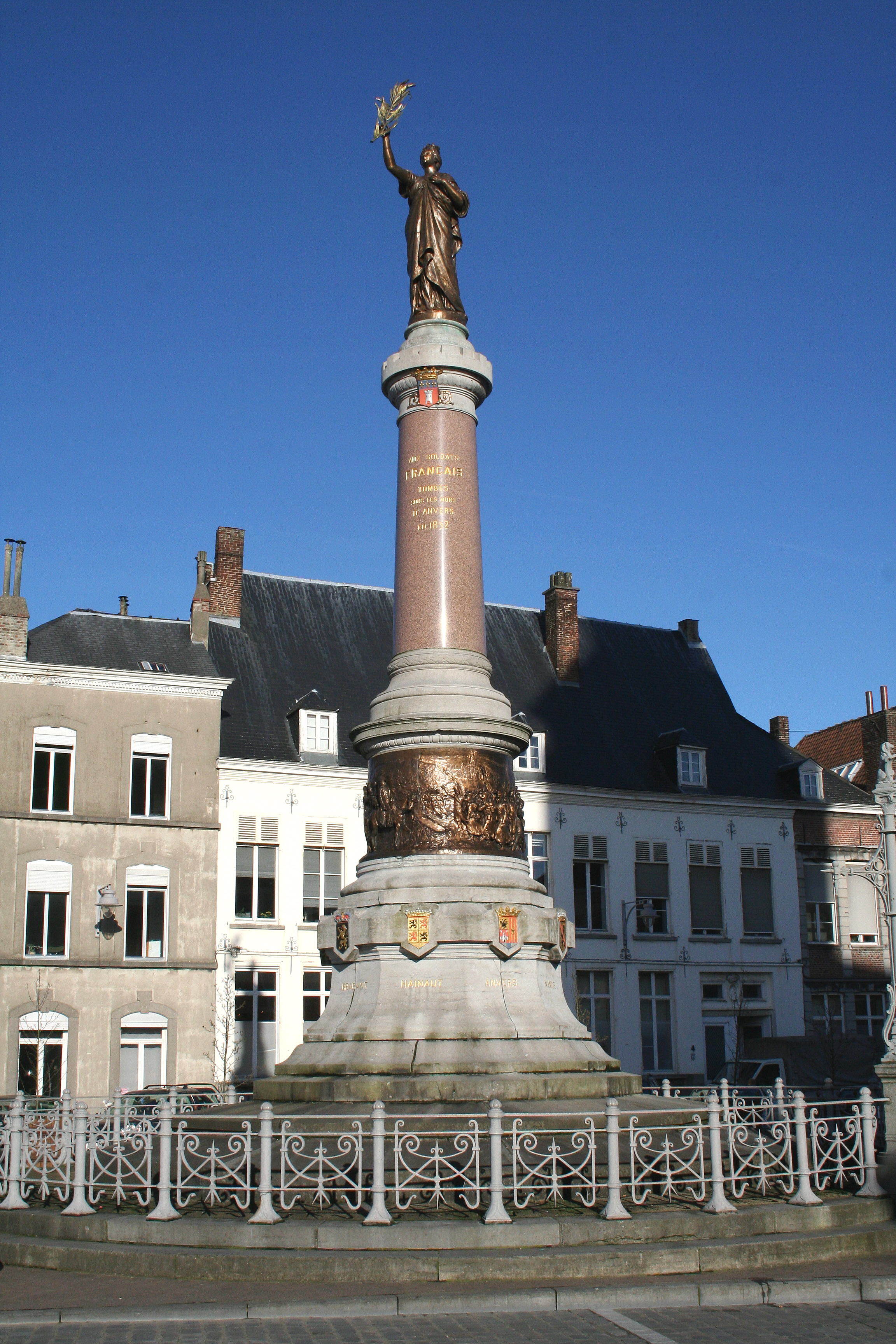
Tournai, monumento a ricordo dei soldati francesi morti durante l'assedio della cittadella fortificata di Anversa

Anche se la popolazione olandese, specialmente i protestanti, non rimpianse molto la divisione del paese, rallegrandosi piuttosto per la vittoriosa campagna militare contro i "ribelli" del Belgio, il re Guglielmo I a malincuore dovette accettare che il suo sogno di riunire tutti i Paesi Bassi sotto un unico regno, cosa che non avveniva dai tempi di Carlo V, fosse stato infranto per sempre. D'altra parte, le Potenze europee, avendo potuto vedere com'era fragile il Belgio, nell'ambito dei negoziati di pace proclamarono la perpetua neutralità del Paese, sul modello svizzero; nell'agosto del 1914, la rottura del patto ad opera dell'Impero di Germania (succeduto nel frattempo al Regno di Prussia) e la conseguente invasione del Belgio da parte dell'esercito tedesco furono la causa formale dell'entrata del Regno Unito nel primo conflitto mondiale.